# Lotus 31

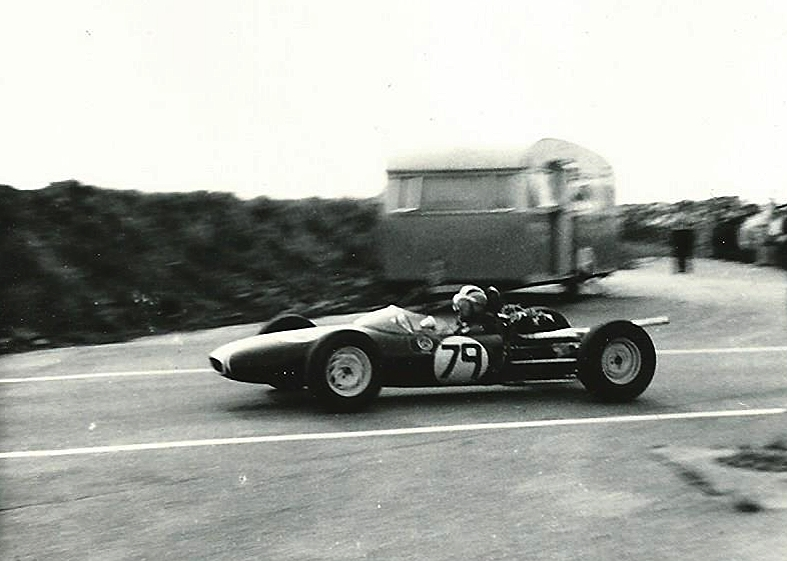
Lotus 31.

La Lotus 31 est une voiture de Formule 3 du constructeur britannique Lotus construite en 1964 et vendue à des particuliers, des écoles de pilotage et des équipes privées. Pour des raisons d'économie, le châssis tubulaire est dérivé de la Lotus 22 de Formule Junior.
Les moteurs sont dérivés du bloc Ford 109E de 1 340 cm3 ramené à 997 cm3. Les deux moteurs préparés sont soit des Ford Cosworth MAE ou des Ford Holbay R65. Ces nouveaux blocs basés sur la série, développaient environ 90-97 ch avec un carburateur « simple corps » comme le prévoyait la nouvelle réglementation. La boîte est à quatre vitesses, d'origine Renault Dauphine Gordini ou Volkswagen (modifiée par Hewland à 4 rapports). Une boîte purement Hewland fut standardisée par la suite.
La 31 était la première Formule 3 de la marque, la Formule Junior ayant disparu pour faire place à la Formule 2 et la Formule 3. La Formule 3 était proche de la défunte Formule Junior mais inférieure en termes de technicité et de performances.
La production s'élève à seulement 31 voitures, certaines étant probablement des Lotus 22 modifiées.